# Werner Graf (Literaturwissenschaftler)
Werner Graf (* 1949 in Tuttlingen) ist ein deutscher Literaturwissenschaftler.

## Leben
Nach dem Studium der Germanistik, Politologie und Philosophie in München und Berlin erwarb er das erste Staatsexamen (1975), das zweite Staatsexamen (1977) und die Promotion (1978). Seit 1979 war er an der Universität Paderborn als wissenschaftlicher Angestellter/Studienrat. Nach der Habilitation (1995) (Venia Legendi: Neuere deutsche Literaturwissenschaft und ihre Didaktik) war er Gastprofessor an der PH Heidelberg (Wintersemester 1997/98 bis Sommersemester 1998). Seit 2001 war er außerplanmäßiger Professor an der Fakultät für Kulturwissenschaften der Universität Paderborn.

## Schriften (Auswahl)
- Erfahrungskonstruktion. Eine Interpretation von Robert Musils Roman „Der Mann ohne Eigenschaften“. Berlin 1981, ISBN 3-88435-043-9.
- „Ich lasse mich nicht vom Buch wegholen!“ Eine subjektive Mediengeschichte der letzten 50 Jahre. Berlin 1990, ISBN 3-9801659-2-2.
- Lesen und Biographie. Eine empirische Fallstudie zur Lektüre der Hitlerjugendgeneration. Tübingen 1997, ISBN 3-7720-2180-8.
- Der Sinn des Lesens. Modi der literarischen Rezeptionskompetenz. Münster 2004, ISBN 3-8258-7677-2.
- Lesegenese in Kindheit und Jugend. Einführung in die literarische Sozialisation. Baltmannsweiler 2007, ISBN 978-3-8340-0260-0.
- Adolf Hitler begegnet Karl May. Baltmannsweiler 2012, ISBN 978-3-8340-1031-5.
- Glückliche Momente. Leser erzählen ihre Lektüreautobiografie. Münster 2016, ISBN 978-3-643-13493-6.
- Leseporträts. Die biografische Wirkung der Literatur. Mit einer Einführung in die qualitative Leseforschung. Berlin 2018, ISBN 978-3-643-14025-8.